# Flärkån
För andra betydelser, se Flärkån (olika betydelser).
Flärkån är en å i södra Lappland och norra Ångermanland, Åsele och Örnsköldsviks kommuner. Längd cirka 85 kilometer inklusive källflöden. Flärkån är Gideälvens största biflöde och rinner till stor del genom tallhedar, bland annat det så kallade Lockstafältet. De viktigaste biflödena till Flärkån är Lägstaån och Remmarån.
Nära Flärkån ligger Björnlandets nationalpark.